# Хуан Гуайдо
Хуа̀н Хера̀рдо Гуайдо̀ Ма̀ркес (на испански: Juan Gerardo Guaidó Márquez; роден на 28 юли 1983 г. в Гуайра, Венецуела) е венецуелски държавен деец, политик. Председател е на Националното събрание на Венецуела. Член е на партията „Народна воля“, федерален депутат от щата Варгас (от 2016). От 23 януари 2019 г. той е самопровъзгласил се изпълняващ задълженията на президент на Венецуела.
На 11 януари 2019 г. Националното събрание обявява Хуан Гуайдо за временен президент на Венецуела. Това решение е признато от правителствата на Аржентина, Бразилия, Хаити, Гватемала, Грузия, Израел, Канада, Колумбия, Коста Рика, Панама, Парагвай, Перу, Пуерто Рико, САЩ, Чили, Еквадор, а също от генералния секретар на Организацията на американските държави Луис Алмагро, но не от самата организация. На 23 януари 2019 г. Гуайдо „дава клетва“ на многохиляден протестен митинг в района Чакао в Каракас.

## Биография

### Ранни години
Едно от осем деца, Гуайдо се възпитава в средно заможно семейство от своите родители – пилот в авиокомпания и учителка. Единият му дядо е бил сержант от Венецуелската национална гвардия, а другият – капитан от Венецуелския флот.
Преживява трагедията в щата Варгас през 1999 г., в резултат на която неговото семейство временно остава без покрив. Гуайдо получава диплома от средното училище през 2000 г.. Трагедията, по думите на негови колеги, повлиява на политическите му възгледи, след като тогавашното ново правителство на Уго Чавес дава неефективен отговор на катастрофата.
По-късно Гуайдо получава диплома на индустриален инженер в Католическия университет „Андрес Бело“ през 2007 г. Преминава обучение и в Университета Джордж Вашингтон.

### Политическа дейност
Вземал е участие в студентското политическо движение. Гуайдо, заедно с други политически дейци, става основател на партията „Народна воля“ през 2009 г.
На парламентарните избори през 2010 г. Гуайдо е избран за алтернативен федерален депутат, а на парламентарните избори през 2015 г. е избран в Националното събрание.
На 5 януари 2019 г. е избран за спикер на парламента на Венецуела.
На 13 януари 2019 г. Гуайдо е задържан от сътрудници на венецуелската специална служба SEBIN, но скоро е освободен.

## Личен живот
Женен е за Фабиана Розалес, журналистка. Имат дъщеря на име Миранда.